# Церковь Кавказской Албании
Це́рковь Кавка́зской Алба́нии (арм. Աղվանից եկեղեցի, позже — Агванский католикосат Армянской апостольской церкви, арм. Հայ Առաքելական եկեղեցու Աղվանից կաթողիկոսություն) — одна из древнейших кавказских церквей. 
Распространение христианства в этом регионе местная традиция связывает с проповедью апостола Елисея, который, как считается, был рукоположён первым иерусалимским патриархом апостолом Иаковом. Апостолу Елисею приписывается постройка церкви в Гисе.
Христианство как государственная религия было принято от Армянской Апостольской Церкви в Кавказской Албании в IV веке.
Католикос избирался на церковных соборах из епископов. Кроме представителей духовенства на них присутствовали царь и другие представители светской знати. Первым известным представителем Албанской церкви, носившим титул «католикос Алуанка, Лпника и Чола» был Абас (с  551—552 года). С получением этого титула обозначается статус церкви Кавказской Албании в триаде Церквей Закавказья.
С 590 до 704 года сохраняла автокефалию, позже автономная христианская церковь Кавказской Албании (арм. Աղվանք), находившаяся в каноническом единстве с Армянской апостольской церковью. С прекращением существования государства Кавказская Албания её церковь по факту стала автономным католикосатом Армянской апостольской церкви. Играла роль специального «албанского» патриархата Армянской церкви, формировавшего связь между территориями на правом и левом берегу Куры.
Часть кавказоязычного населения Албании приняло ислам, арабизировалась и иранизировалась. Те, которые сохранили христианскую веру, постепенно перешли на армянский язык и стали армянами. Термин «Албанская церковь» указывал лишь на консервативность церковной традиции. Территории находящиеся под юрисдикцией церкви Кавказской Албании были населены как собственно албанами, так и другими народами (армянами правобережья Куры, грузинами северо-западных областей). 
Формально агванский католикосат просуществовал до середины XIX века. Последним католикосом стал Саргис II. Престол католикоса был упразднён в 1830 году. Соответствующие приходы Армянской церкви стали подчиняться непосредственно Эчмиадзину как Адербеджанская и Арцахская епархии.
Албанский алфавит был создан армянским просветителем и миссионером Месропом Маштоцем при помощи епископа Анания и переводчика Вениамина в начале 420-х годов. На албанский язык были переведены Ветхий и Новый Заветы, Евангелие и другая христианская литература. Богослужебным языком в Албании был сначала албанский, а позже армянский.

## История церкви Кавказской Албании

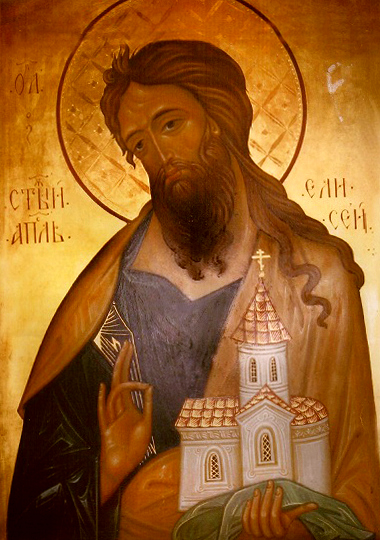
Современная икона Русской православной церкви из села Нидж с изображением Святого Елисея

### Проникновение христианства
Церковь Кавказской Албании является одной из древнейших кавказских церквей.
Кавказская Албания на момент её христианизации занимала территорию севернее реки Куры до Дербентских ворот (современные Азербайджан, Россия).
Распространение христианства в этом регионе местная традиция связывает с проповедью апостола Елисея, который, как считается, был рукоположён первым иерусалимским патриархом апостолом Иаковом. Апостолу Елисею приписывается постройка церкви в Гисе. По мнению французского филолога и кавказоведа Жан-Пьера Маэ, существует ряд моментов не позволяющих рассматривать эту традицию, как просто легенду. Как отмечает исследователь, албанский лекционарий, обнаруженный на Синае содержит начало «Послания Иакова», которое едва ли зафиксирован в других христианских лекционариях. Начало рукописи, где Иаков называет себя «Иаков, раб Божий и Господа Иисуса Христа, двенадцати коленам, которые находятся в рассеивании» может представлять особый интерес для христиан Албании, которые были обращены в христианство посланником Иакова, первым епископом Иерусалимской церкви чтобы составить одно из двенадцати племён Нового Израиля. Как заключает Маэ, ученик апостола Иакова в Иерусалиме Святой Елисей во второй половине I в. н. э. эмигрирует в Эдессу, проповедует Евангелие в Албании и основывает в селе Киш «мать церквей Востока». Здесь же он принимает мученическую смерть.

### Христианство как государственная религия
В Кавказскую Албанию христианство было введено из Армении. Церковная традиция считает, что это произошло в IV веке, когда, по сообщению Мовсеса Каганкатваци, святой Григорий Просветитель крестил албанского царя Урнайра. 

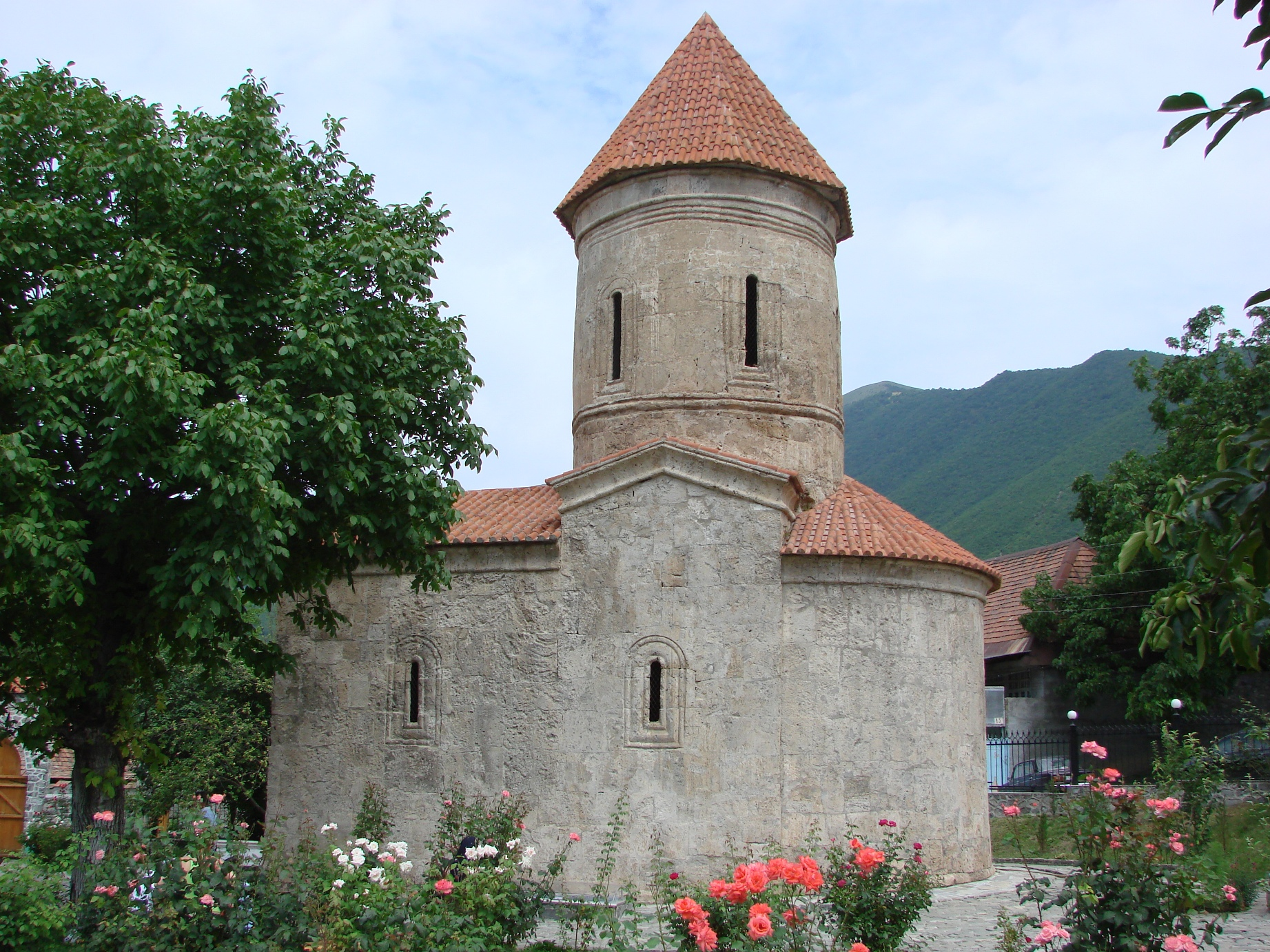
Церковь в селе Киш

«Православная энциклопедия» называет это «вторым крещением» Албании. Как отмечает Жан-Пьер Маэ, эта традиция является анахроничной. Согласно «Истории Армении» Бузанда и списку правителей Албании у Мовсеса Каганкатваци, Урнайр жил во второй половине IV века и в 371 году всё ещё был язычником. Следовательно, его крещение не может иметь никакого отношение к Григорию Просветителю и первому христианскому царю Армении Трдату III, которые жили задолго до Урнайра. Предстоятелем албан стал Григорис, рукоположённый своим дедом — главой армянской церкви Григорием Просветителем. Тело погибшего мученической смертью около 334 г. в Албании Григориса, внука Григория Просветителя, было перевезено в Амарас . Согласно Бузанду,

Затем люди, прибывшие с ним из гавара Хабанд, взяли его тело и перевезли в свой гавар Хабанд, находящийся в стране албанской, на границе Армении, в деревню под названием Амарас. Его похоронили около той церкви, которую построил дед Григориса, первый Григорий, великий первосвященник армянской страны.— Фавстос Бузанд. История Армении
На этой исторической традиции основаны последующие притязания Армянской церкви, как более старшей, по отношению к церкви Албании, в то время как церковные традиции последней, видимо, указывали на собственную первопрестольность. Вместе с тем Роберт Томсон называет работу Мовсеса Каганкатваци тенденциозной, пытающийся доказать независимость и древность местной албанской церкви. Немецкий востоковед Ясмин Дум-Трагут говоря о 20—30-х годах IV века, отмечает, что в этот период Албания находилась «под иерархическим зонтиком Армянской церкви». Как полагает Маэ, после 371 года царь Албании Урнайр принял христианство, однако ничто не обязывает предполагать, что это произошло при содействии армян, так как в Албании вокруг церкви в Киш уже имелась христианская община.
В период проведения Константинопольского собора 381 года епископ Албании рукополагался армянским католиком. После раздела Армении в 387 году Сасаниды присоединили к Албании армянские провинции Арцах и Утик. 
На момент 428 года, времени упразднения Армянского царства и его преобразования в марзпансвто, иерархическое верховенство в христианских церквях Кавказа принадлежал армянскому католикосу. 
Согласно Истории страны Алуанк был построен ряд церквей и мартириев. Большая часть из них связана с обретением святых мощей. В 489 году царь Албании Вачаган III Благочестивый  находит в Амарасе уже забытую могилу Святого Григориса. Его мощи были помещены в усыпальницу. Это полуподземное сооружение, располагающееся под алтарём церкви, построенной в 1858 году, благодаря своей структуре − кладке из обтёсанных базальтовых блоков и резного декора, даёт возможность датировать его периодом царя Вачагана III. Царём Вачаганом также была установлена в монастыре Елише колонна на могиле святого Елисея. Сам Вачаган был похоронен в том же монастыре, который стал центром епархии.

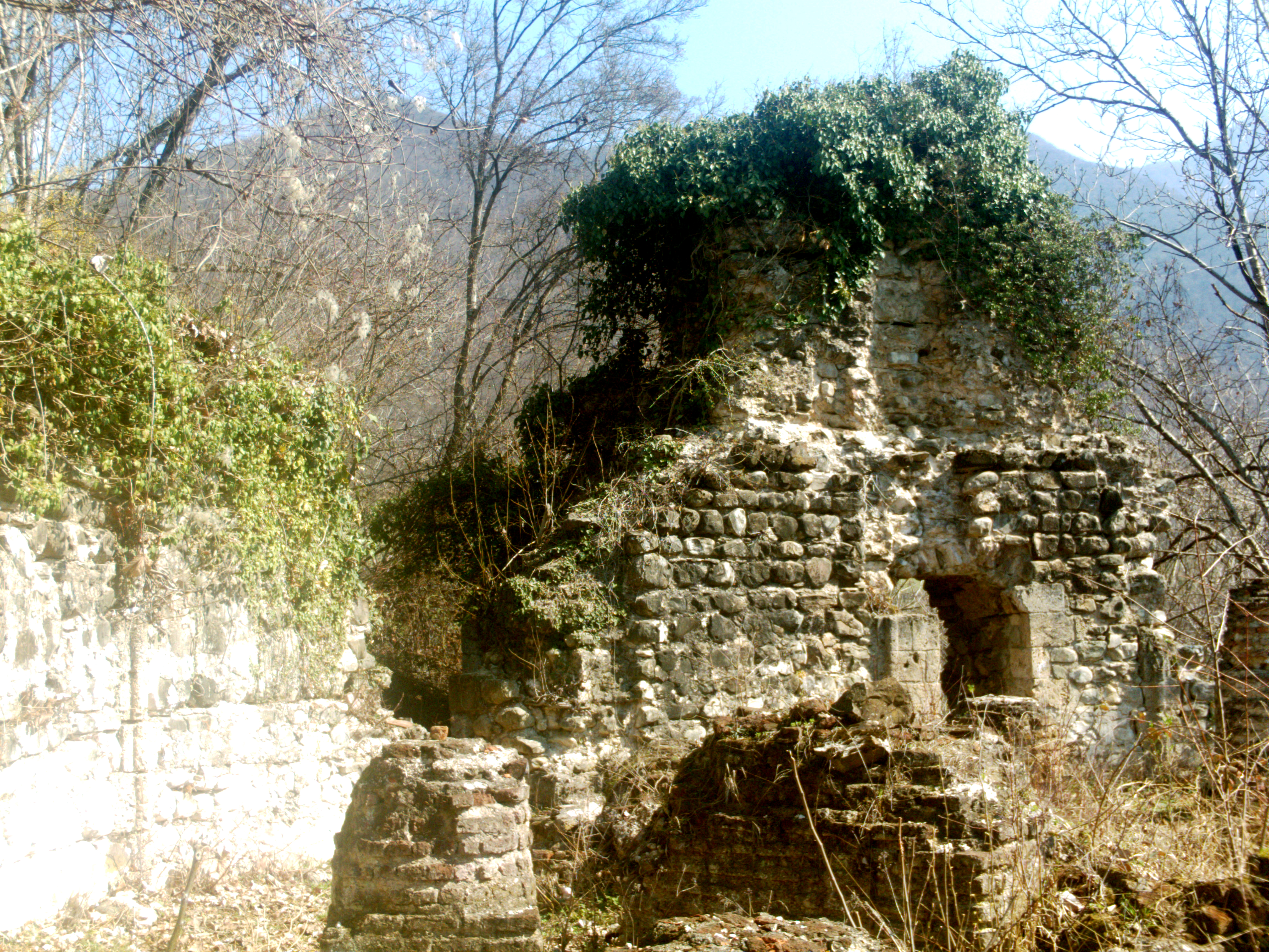
Общий вид на сохранившуюся часть развалин храма в селе Лекит

Вачаган III демонстрирует большое рвение к христианству, ведя борьбу не только с зороастризмом, но и с языческими обрядами, идолопоклонством и колдовством. Эти меры активно проводились им в Арцахе и Камбисене.  
Албанская церковь, вместе с грузинской и армянской, при религиозных разногласиях следовала за Византийской церковью. Ею были приняты решения первых трёх Вселенских соборов — Никейского (325 г.), Константинопольского (381 г.) и Эфесского (431 г.). Созванный в Халкидоне IV Вселенский собор (451 г.) вызвал раскол и его постановления были отвергнуты рядом древневосточных церквей, которые были обвинены в монофизитской ереси. В 506 году на I Двинском соборе при участие князей и епископов Армении, Албании и Грузии был принят так называемый «Энотикон», изданный византийским императором Зеноном с целью примирить сторонников и противников Халкидона. Но уже на II Двинском соборе (554 г.), после того как император Юстин I отверг «Энотикон» и утвердил доктрину Халкедонского собора, Албанская, Картлийская и Армянская церкви порвали с Византийской церковью. У Степаноса Орбеляна описаны церковные распри, имевшие место в VI веке между представителями албанской и армянской церкви.  
В начале VII века произошёл разрыв между церквями Грузии и Армении. Грузинская церковь пошла по пути единения с греко-римской (византийской) церковью. В этот период церковь Албании также пыталась идти по пути Грузинской церкви. Согласно «Картлис цховреба», царь Албании Вараз-Григор принял крещение от Ираклия I и произошёл его переход в халкедонитство. Сведения из «Книги посланий» показывают, что в полемике, произошедшей в 607—609 годах, между армянскими и албанскими церковными деятелями, последние находились на одной платформе с картлийскими. История церковных споров между представителями духовенства Албании и Армении подробно описана армянским историком Ухтанесом, черпавшим сведения из трудов Егише и Моисея Хоренского. В результате этого раскола между кавказскими церквями патриарх армянский Авраам Албатанский предал анафеме вместе с Грузией и Албанию, а своей пастве позволил иметь с этими странами только торговые отношения.
В период автокефалии с 590 по 705 годы Церковь Кавказской Албании находилась в постоянном общении с Армянским Католикосатом.

### Подчинение армянской церкви

#### Средневековье
Как отмечают западные и российские исследователи, Албанская церковь сохраняла самостоятельность до 704 года, когда под давлением халифа Абд аль Малика и армянского католикоса Егии, по решению Партавского собора, находящаяся в союзе с греческой православной церквью Албанская церковь, оказалась в подчинении Армянской церкви. Это произошло при албанском католикосе Нерсесе I Бакуре, который был низложен. С этого времени Церковь Кавказской Албании окончательно стала частью Армянской апостольской церкви.
В 768 году происходит церковный собор в Партаве созванный армянским католикосом Симеоном I Бавонеци. Хотя это был сугубо армянский церковный собор и не имел никаких догматических решений относительно отношений между Арменией и Албанией, она фактический подтвердило решения 705 года.
В X веке грузинская царица Динара, мать правителя Шекинского царства Ишханика, обратила его и всё население области от армянской веры в православие. У удин западных регионов сохранилось предание о проповеднической деятельности в XV веке грузинского церковного деятеля Иоанна.

#### Ассимиляция христианского населения
С окончательной потерей государственности албанские кавказоязычные племена постепенно практически полностью ассимилировались: исламизированные албанцы — среди тюрок-мусульман (после XI века), а сохранившие христианство — среди армян (процесс завершился в раннем средневековье). С этого времени Албанская церковь по факту становится армянской по своему этническому составу и превращается в один из нескольких существовавших в истории автономных католикосатов Армянской Церкви. Со временем, как пишет Тимур Майсак, армянский компонент стал преобладающим в Церкви Кавказской Албании. Этническую самоидентификацию сохранили только удины, хотя этно-культурные процессы затронули и их. Существование в средневековье понятия «Албанская церковь», как указывают специалисты, лишь отражало консервативность церковной традиции.
Согласно Яне Чехановец, вскоре после арабских вторжений VIII века население Кавказской Албании было быстро исламизировано. Небольшое количество христиан албанского происхождения, нашедших покровительство Армянского и Грузинского церквей, почти полностью были ассимилированы.
Анатолий Новосельцев отмечал, что часть албанских племен начиная с VII века принимая ислам, иранизировалась и арабизировалась, а те, которые сохранили христианство постепенно перешли на армянский язык и стали армянами. В X веке албанский язык сохранялся только в области города Барды, однако религия его носителей неизвестна. Арран IX—XI веков не была идентична Албании IV—VII столетии. Встречающаяся в армянских источниках «страна алван» отныне обозначало лишь географические границы юрисдикции алванского католикоса — одного из иерархов армянской церкви. К XII—XIII векам остатки христианского население не отличалось от армян и так называлась в источниках. Потомками этого населения являются армяне Карабаха (и частично других областей современного Азербайджана проживавших там до 1990-х).
Анатолий Якобсон, говоря о средневековом армянском княжестве IX—XVI веков в Нагорном Карабахе, отмечал: «...живучесть албанской (агванской) церкви указывает прежде всего не на этнос, а на глубокую традиционность этой организации. Приблизительно такова же была судьба и Готской епархии в Крыму, также существовавшей еще в XIX в., хотя от готов там, в Крыму, задолго до того времени и следов не осталось (они были ассимилированы не позднее VII в.)».
Ясмин Дум-Трагут отмечает, что этот процесс в некоторой степени был неизбежен учитывая полэтнический характер Албании. Здесь помимо кавказоязычных племён жили и другие народы, прежде всего в западу от Куры — также армяне.

#### Новое время
В период правления албанского католикоса Есаи Гасан Джалаляна в армянских источниках всё ещё встречаются термины «Агванк» и «агваны» (Албания, албаны), однако, как пишет Илья Петрушевский, лишь как пережиточные книжные термины, сохранившиеся от времён предшествовавших XI веку. 

Из сообщений Симеона Ереванци, перечислявшего области входившие в XVII—XVIII веке в ведение албанского католикосата, известно, что сюда входила Нуха, страна Хачен и «весь дом Агванский», под которым подразумевались пять армянских меликств Карабаха. В первой половине XVIII века католикос Гандзасара Есаи Гасан Джалалян старался ввести в свою церковную компетенцию армянское население проживавшее в Москве, Астрахани и во всей южной части России. В обращении представителя эчмиадзинского католикоса от 17 октября 1751 года к астраханским армянам, в частности, говорится:
Итак наша речь, если говорить вкратце, сводится лишь к тому, что восседающие в Гандзасаре и называемые агванскими католикосами пасли местное население, армян по происхождению, но не агванов, наш народ, но не их, владели ими по сей день мятежно, и как они пасли [их] — это тоже ясно знающим и о состоянии прихожан и монастырей, в которых они восседают, мы тоже наслышаны и будем хранить молчание. Местный, так называемый, католикос взбунтовался и хочет завладеть вашей благословенной столицей и вами, любимый народ мой…
 Армяне проживающие в Астрахани вышли из юрисдикции Эчмиадзина и перешли в подчинение католикоса Гандзасара. 
Во второй половине XVIII века происходит усиление авторитета Эчмиадзина, что способствовало подчинению ему гандзасарских католикосов. По просьбе Эчмиадзинского католикоса Симеона Ереванци российская императрица Екатерина II отдала в подчинение ему, а не католикосу Гандзасара астраханских, то есть российских армян. Последним Албанским католикосом стал Саргис II (1810—1815, 1815—1828 митрополит). Престол католикоса был упразднён в 1830 году. Соответствующие приходы Армянской церкви стали подчиняться непосредственно Эчмиадзину как Адербеджанская и Арцахская епархии.

## Католикосы и епископства

### Католикосы

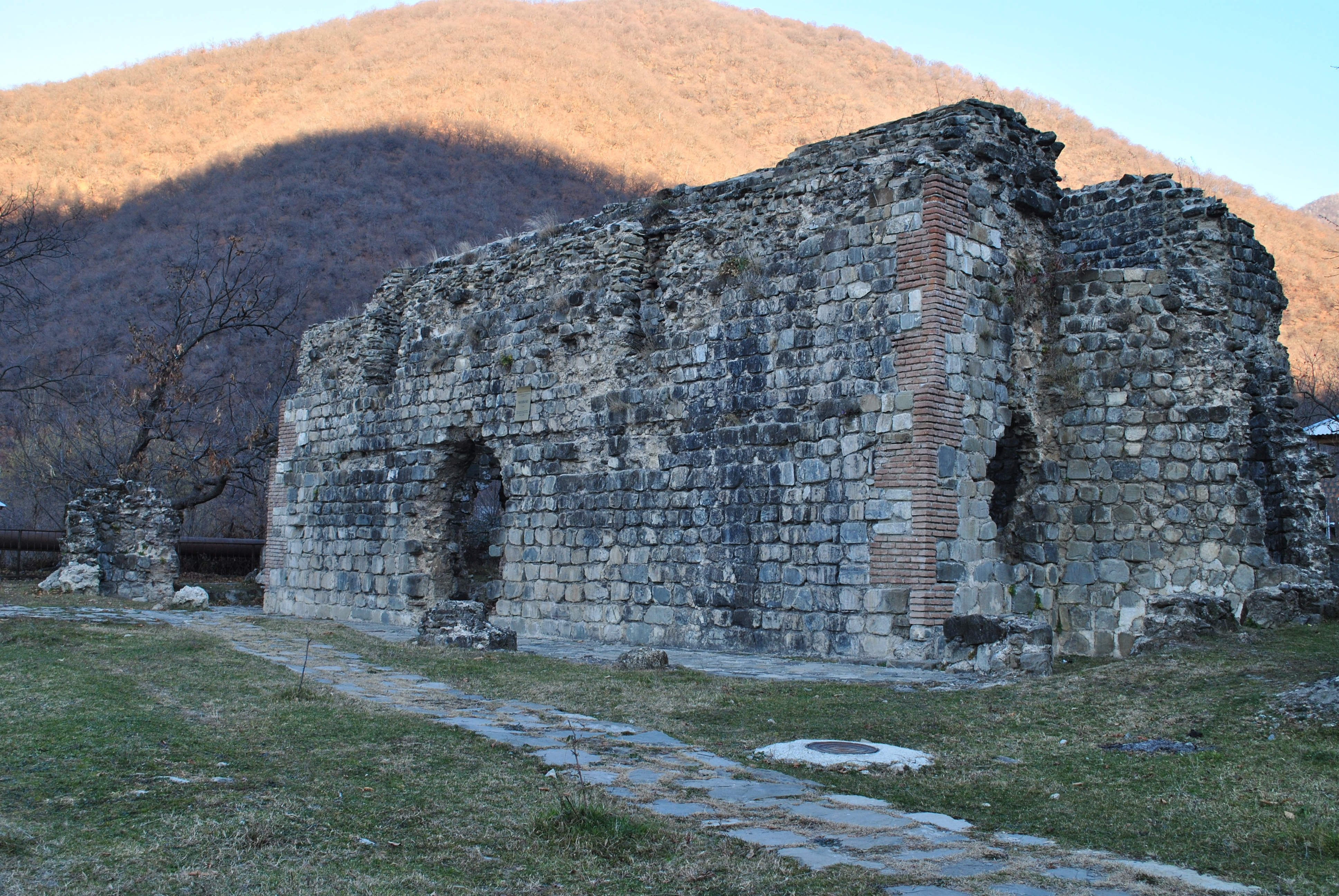
Христианская базилика в селе Кум (Кахский район Азербайджана). V—VI века

Католикос избирался на церковных соборах из епископов. Кроме представителей духовенства на них присутствовали царь и албанская знать.
Албанский католикос являлся также патриархом и архиепископом. Титулу «великий католикос» приравнивался титул «главный епископосапет», являвшийся дословным переводом на армянский греческого титула «archiepiskopos» («главный епископ»). Мовсес Каганкатваци, сравнивая в своей работе «История страны Алуанк» албанские и греческие церковные титулы, отмечает, что «архиепископ, который называется [у нас] епископосапетом или католикосом».
Престол католикоса Албанской церкви до 552 года располагался в Дербенте. В официальных документах именовался «католикос Албании и Баласакана». 
С 552 года глава Албанской церкви носил титул «католикос Алуанка, Лпника и Чола». С получением этого титула обозначается статус церкви Кавказской Албании в триаде Церквей Закавказья.  Сохранилась, датируемая VI веком и написанная пехлевийским письмом, печать «великого католикоса Албании и Баласакана».
Первым известным католикосом Албанской церкви стал Абас (551—595), рукоположенный армянским католикосом Нерсесом III Багревандци. Кафедра находилась в Партаве, а летняя резиденция в Бердакуре.
Кроме этого, существует мнение, что, в связи со сложной обстановкой в Армении, к рукоположению от Албанского католикоса временно перешли митрополиты Сюника, бывшие ранее под юрисдикцией Армянской церкви. 
После XIII века албанскими (агванскими) католикосами нередко становились представители знатной армянской династии Гасан-Джалалян.
Илья Петрушевский, говоря об исследуемом им XVI—XVIII веках, также отмечает, что титул католикоса албанского (гандзасарского) существовал лишь как пережиток некогда независимой албанской церкви։ «католикос албанский, кроме своего титула, не имел никаких преимуществ перед остальными епископами». Пол Верт отмечает существование регионального «католикоса» Гандзасара, который в реальности являлся местным епископом, в отсутствие контакта с центральным престолом, претендовавший на духовную самостоятельность. Говоря об ассимиляции местного населения ещё в Средневековье, Анатолий Новосельцев пишет, что католикос Есаи Гасан-Джалалян (1702—1729), например, ничем не отличался ни по языку, ни по национальности от верховного армянского католикоса Эчмиадзина.

### Епископства
После раздела Армении между Персией и Византией в V веке к Кавказской Албании были присоединены населённые армянами и различными кавказскими народами Арцах и Утик, а политический и религиозный центр Кавказской Албании переместился на правобережье Куры в Партав. Ко времени Агуэнского собора (488 или 498 год), созванного албанским царем Вачаганом III Благочестивым, Албанская церковь имела архиепископа c резиденцией в Партаве и 8 епархий. Известны следующие епархии Албанской церкви:
- Чол — место пребывания главы Албанской церкви до 450 года
- Партав — резиденция католикоса Албанской церкви после 552 года
- Габала — столица Албании до переноса её в Партав в 450 году
- Яшу − епископство в районе Сакасены. В древности здесь локализуется местонахождение древнего албанского храмового центра Яшу Хош, название связано с утийским словом «хаш» («луна»)[60]
- Бахалат — на границе с Иберией
- Шеки — в городе в тем же названием. Вероятно, включало округа Шеки, Гетару, Холмаз и Гелаву
- Баласакан — предположительно с центром в Шемахе
- Амарас — в монастыре с тем же названием, расположенным между Курой и Араксом. Вероятно, включало и округ Рот Парсиан с княжеством Гаргарачик
- Мец Куэнк или Колманк — с центром в монастыре с тем же названием
- Гардман — с центром в монастыре с тем же названием и предположительно включавшим округ Кусти Парнес
- Пайтакаран

## Храмы и монастыри
Традиционно постройка церкви в Киш приписывается Апостолу Елисею.
Согласно письменным источникам, в своём родовом домене Гардмане, князем Кавказской Албании Джеванширом был построен в VII веке христианский купольный храм. С внутренней стороны храм был покрыт росписью. Дверь была покрыта серебряными чеканными пластинами, а также были использованы шёлковые ткани, которыми, возможно, были украшены стены. 
Есть версия, согласно которой, православный удин Пётр Силиков построил недалеко от Варташена монастырь Апостола Елисея, позже перешедший под юрисдикцию Армянской церкви.  

### Албанские монастыри в Иерусалиме
Согласно списку в последней главе История страны Алуанк, в Иерусалиме находилось десять албанских монастырей. Шесть из них упоминаются по имени —
- Монастырь Панд к востоку от Елеонской горы. Был построен неким Паноном из Албании[53]
- Монастырь Мрува, названный в честь сорока мучеников, недалеко от монастыря Панд
- Монастырь Межай, названный в честь сорока мучеников
- Монастырь Каланкатуйк
- Монастырь Арцах, к югу от Св. Стефана
- Монастырь Амарас, названный в честь Св. Григория
- Монастырь Партава, посвящённый Св. Марии, около Башни Давида. Половина монастыря принадлежала женщине по имени Мириам из Шамхора
- ещё один монастырь располагался на рынке, а местонахождение оставшихся трёх неизвестно.

Названия монастырей указывали на древние христианские центры Кавказской Албании. Только один из монастырей носил имя главы албанской церкви Панта.

## Христианская литература и богослужебный язык

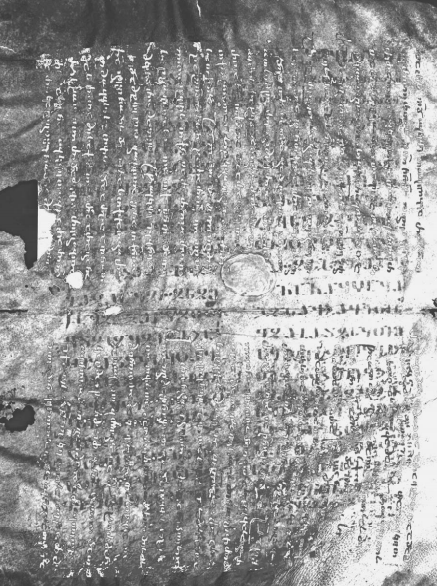
Синайский палимпсест

Армянский хронист V века Корюн, автор «Жития Маштоца», сообщает, что албанский алфавит был создан армянским просветителем и миссионером Месропом Маштоцем при помощи епископа Анания и переводчика Вениамина в начале 420-х годов.
Первое и наиболее раннее сообщение о существовании албанской переводной христианской литературы засвидетельствовано у армянского историка Корюна. Согласно ему:

блаженный епископ Иеремия немедленно принялся за перевод божественных книг, с помощью которых (варварские), празднобродящие и диких нравов люди страны Албании вскоре узнали пророков, апостолов, унаследовали Евангелия, были осведомлены о всех божественных преданиях.— Корюн. Житие Маштоца, 17
Это сообщение нашло свое документальное подтверждение в найденных албанских текстах — Лекционариях, в основу которых положены тексты из Ветхого и Нового Завета, а также Евангелие от Иоанна. Доказано, что албанский Лекционарий восходит к более древней редакции Евангелия, чем Септуагинта (VII в.), что делает его одной из «жемчужин мировой библеистики». Что касается источника этого перевода, то албанский лекционарий морфологически и синтаксически более близок к армянскому. Кроме этого в найденных фрагментах Лекционария присутствуют стихи из трёх Евангелия − Матфея, Марка и Луки. Также найдены отрывки из апостольских посланий, Книги Исайи и Псалмов, а также отрывки из Деяний. 
В 488 году на Соборе, который был созван албанским царём Вачаганом III Благочестивый в летней резиденции в Агуэне, недалеко от Барды, были приняты Каноны, являющиеся памятником церковного права Албании, а по мнению армянских авторов, и Армении. Ряд исследователей не исключает, что, сохранившиеся ныне на армянском, первоначально они были написаны на албанском языке. Агуэнские каноны, по мнению армянского советского арменоведа Ш. В. Смбатяна, основываются в основном на постановлениях предыдущих соборов Армянской церкви, в частности, Шаапиванского собора, а также на канонах армянского католикоса Саака Партева, и отражают местные особенности, связанные с экономической жизнью и традициями Северо-Восточного края Армении.
Достоверно известно, на основании сообщения армянского историка VIII века Левонда, что на албанский язык был сделан перевод «Нового Завета», однако он был утрачен в раннем средневековье. Среди перечисленных им языков, на которых существует Евангелие, албанский назван двенадцатым.
Судя по косвенным данным материалов Первого Двинского Собора (506 год), албанский язык в VI веке являлся официальным языком Церкви. На албанском языке проводилась литургия. В «Истории Востока» отмечается, что албанский богослужебный язык просуществовал недолго и был заменён армянским. Причиной этого было то, что на т.н. албанском языке говорило лишь небольшое количество населения вокруг города Партава, тогда как в остальных частях Албании говорили на других языках и наречиях.
Согласно авторам «Истории древнего мира», первоначально языком богослужения в Албании был древнеармянский. По мнению Камиллы Тревер, древнеармянский становится языком богослужения в Албании после VII века. Уже в эпоху арабского владычества албанская письменность была утрачена.
После того как в начале VIII века Церковь Кавказской Албании потеряла независимость, богослужение перешло на армянский, а использование религиозных книг на ином языке стало пресекаться. Переписывание книг на албанском языке прекратилось, а письменность перестала использоваться. Рукописи V—VII веков расшивались или уничтожались, текст с их страниц смывался для повторного использования на других языках.
Согласно Вольфгангу Шульце, хотя албанское царство распалось вскоре после 705 года, албанский алфавит, возможно, продолжал использоваться вплоть до XII века.
Существует мнение о дистанцировании между в основном армянским населением правобережья Куры